# Gazelle (webbrowser)
Dit overzicht is mogelijk incompleet; u kunt helpen door het uit te breiden.
Gazelle is de codenaam voor een webbrowser in ontwikkeling, die begin van 2009 werd aangekondigd door Microsoft Research. In het project staat het toepassen van de principes van een besturingssysteem op de webbrowser centraal. De browser krijgt een beveiligde kernel, een van een besturingssysteem, en verschillende web sources staan los, als aparte "principes", vergelijkbaar met de invullingen van een gebruiker aan een besturingssysteem. Het doel van dit project is het beveiligen, en het zorgen dat de ene slechte web source de andere niet kan beïnvloeden. Ook plugins worden gemanaged als principes.
Door de aankondiging van Google Chrome OS in juli 2009, werd Google Chrome OS gezien als de aanleiding van dit project.